# Kenneth Branagh
Sir Kenneth Charles Branagh (Belfast, 10 december 1960) is een Noord-Iers acteur en filmregisseur, onder andere bekend om zijn filmbewerkingen van stukken van Shakespeare.

## Biografie
Op zijn negende verhuisde de familie naar Reading, Engeland. Op zijn achttiende ging Branagh studeren aan het prestigieuze Royal Academy of Dramatic Art in Londen. Na zijn studie kwam Branagh in 1982 op West End. Hij was succesvol op het toneel en sleepte daar ook prijzen in de wacht. Het volgende jaar werd hij lid van de Royal Shakespeare Company. In 1987 richtte hij samen met David Parfitt de Renaissance Theatre Company op. Hier ontmoette hij zijn eerste vrouw, Emma Thompson.
In 1989 maakte Branagh zijn regiedebuut met Shakespeares Henry V. De film had een droomcast met behalve Branagh en Thompson onder anderen Derek Jacobi, Ian Holm, Robbie Coltrane, Richard Briers en Judi Dench. De film gaf Branagh internationale bekendheid en hij werd genomineerd voor de Oscars voor Beste Regisseur en Beste Acteur.
In 1991 kwam zijn tweede film uit, Dead Again, met Branagh en Thompson. Ook deze film was een kritisch en commercieel succes. Emma Thompson zou in alle films van Branagh spelen, tot hun scheiding in 1995. Alhoewel zijn derde film, Peter's Friends, tegenviel, maakte zijn tweede Shakespearebewerking Much Ado About Nothing een hoop goed.
In 1994 ging het plotseling verkeerd met Mary Shelley's Frankenstein. De film, met Branagh als dokter Frankenstein en Robert De Niro als het monster, kreeg zeer slechte kritieken en Branaghs carrière kwam in een dal. Ook scheidde hij in 1995 van Emma Thompson. Hij kwam twee jaar later weer terug met datgene wat hij het beste doet: hij verfilmde Hamlet. De film duurde vier uur en had behalve Branagh als Hamlet in de hoofdrollen onder anderen Kate Winslet, Derek Jacobi en Julie Christie.
Hij kon deze stijgende lijn in zijn carrière echter niet doorzetten en de meeste films die hij sinds 1996 maakte werden slechtbezocht of afgekraakt door de critici. De enige commerciële hit was Wild Wild West, waarin Branagh de rol van de slechterik op zich nam tegenover good guys Will Smith en Kevin Kline. Branagh was zelfs volgens sommige critici het enige goede aan de film.
In 2001 won Branagh een Emmy voor zijn hoofdrol als Reinhard Heydrich in de televisiefilm Conspiracy. Het jaar daarop speelde hij in enkele succesvolle films, waaronder een rol in Rabbit-Proof Fence en het personage van professor Gladianus Smalhart in de verfilming van Harry Potter en de Geheime Kamer. Ook is hij als verteller te horen in de Britse versie van Walking with Dinosaurs en het vervolg Walking with Beasts.
In juni 2012 werd Branagh Ridder van het Britse Rijk.
Een maand later, op 27 juli 2012, was Branagh een van de blikvangers op de openingsceremonie van de Olympische Zomerspelen 2012 in Londen. Hij speelde daar een 19de-eeuwse industrialist en las een stuk uit Shakespeare voor.
Het succes van de Zweedse Wallander-televisieserie was voor de BBC I een reden om opdracht te geven om in 2008 drie afleveringen van een Engelse versie te maken met Kenneth Branagh als inspecteur Wallander. De afleveringen zijn verfilmingen van de boeken van Henning Mankell: De blinde muur, Midzomermoord en Dwaalsporen. De bijval zorgde ervoor dat er nog negen afleveringen bij kwamen.
Kenneth Branagh is van 1989 tot 1995 getrouwd geweest met Emma Thompson, waarna hij een langdurige relatie kreeg met Helena Bonham Carter. In 2003 trouwde hij met artdirector Lindsay Brunnock.

## Filmografie

### Acteur (selectie)
- Fortunes of War (televisiefilm, 1987)
- A Month in the Country (1988)
- Henry V (1989)
- Dead Again (1991)
- Peter's Friends (1992)
- Much Ado About Nothing (1993)
- Mary Shelley's Frankenstein (1994)
- Othello (1995)
- Hamlet (1996)
- The Theory of Flight (1998)
- Celebrity (1998)
- Wild Wild West (1999)
- The Road to El Dorado (2000) (stem)
- Love's Labour's Lost (2000)
- Conspiracy (televisiefilm, 2001)
- Harry Potter and The Chamber of Secrets (2002)
- Rabbit-Proof Fence (2002)
- Warm Springs (televisiefilm, 2005)
- Sleuth (2007, cameo)
- Wallander (2008-2016) (twaalf afleveringen)
- Valkyrie (2008)
- The Boat That Rocked (2009)
- My Week with Marilyn (2011)
- Jack Ryan: Shadow Recruit (2014)
- Dunkirk (2017)
- Murder on the Orient Express (2017)
- Tenet (2020)
- Death on the Nile (2022)
- Oppenheimer (2023)
- A Haunting in Venice (2023)

### Regisseur
- Henry V (1989)
- Dead Again (1991)
- Peter's Friends (1992)
- Much Ado About Nothing (1993, naar de gelijknamige komedie van Shakespeare uit circa 1600)
- Mary Shelley's Frankenstein (1994)
- In the Bleak Midwinter (1995)
- Hamlet (1996, naar het drama van Shakespeare uit circa 1600)
- Love's Labour's Lost (2000, naar het gelijknamige stuk van Shakespeare uit circa 1590)
- Listening (2003)
- As You Like It (2006, naar het gelijknamige stuk van Shakespeare uit circa 1599)
- The Magic Flute (2006, gebaseerd op Die Zauberflöte van Mozart)
- Sleuth (2007, een remake van Sleuth door Joseph L. Mankiewicz uit 1972)
- Thor (2011)
- Jack Ryan: Shadow Recruit (2014)
- Cinderella (2015)
- Murder on the Orient Express (2017)
- Artemis Fowl (2020)
- Belfast (2021)
- Death on the Nile (2022)
- A Haunting in Venice (2023)